# Motor Lublin (piłka nożna) w sezonie 2014/2015
Sezon 2014/2015 był dla Motoru Lublin 8. sezonem na czwartym szczeblu ligowym. W trzydziestu czterech rozegranych spotkaniach, Motor zdobył 70 punktów i zajął 4. miejsce w tabeli grupy VIII (lubelsko-podkarpackiej) III ligi. Zespół prowadził Mariusz Sawa. Najlepszym strzelcem był Paweł Myśliwiecki, zdobywca 14 bramek.

## Przebieg sezonu
Po spadku z II ligi piłkarze Motoru do treningów powrócili 7 lipca 2014, sześć dni później zespół zagrał pierwszy przedsezonowy sparing na wyjeździe z Legionovią Legionowo. 25 października 2014 Motor rozegrał swój pierwszym mecz na Arenie Lublin, remisując z Lublinianką 1:1. Na trybunach zasiadło 6500 widzów. 8 listopada 2014 podczas meczu z JKS-em Jarosław miała miejsce oprawa kibiców podczas pożegnania stadionu przy al. Zygmuntowskich. Mimo iż kolejny domowy mecz Motor miał rozegrać w rundzie wiosennej, Podkarpacki Związek Piłki Nożnej podjął decyzję o rozegraniu dwóch wiosennych kolejek awansem w listopadzie. Z tego względu mecz z Chełmianką został rozegrany na stadionie przy al. Zygmuntowskich. Rundę jesienną Motor zakończył na 4. miejscu w tabeli.
Piłkarze Motoru treningi wznowili 14 stycznia 2015. W przerwie zimowej rozegrali kilka sparingów, między innymi z Wólczanką Wólka Pełkińska (2:1), Legią II Warszawa (0:3), Wisłą Sandomierz (2:2), Stalą Mielec (1:3), Podlasiem Biała Podlaska (3:1), Polonią Warszawa (1:2) i Radomiakiem Radom(1:2). 21 marca 2015 Motor odniósł pierwsze zwycięstwo na Arenie Lublin. „Żółto-biało-niebiescy” sezon zakończyli na czwartym miejscu.
Czołówka tabeli w sezonie 2014/2015
| Poz | Klub           | M  | Pkt | Bz | Bs |
| --- | -------------- | -- | --- | -- | -- |
| 1.  | Stal Rzeszów   | 34 | 73  | 84 | 29 |
| 2.  | Karpaty Krosno | 34 | 72  | 57 | 28 |
| 3.  | Resovia        | 34 | 70  | 55 | 21 |
| 4.  | Motor Lublin   | 34 | 70  | 78 | 33 |

## Mecze ligowe w sezonie 2014/2015
| Data                 | Przeciwnik                  | D/W | Miejsce                         | Wynik M/P | Strzelcy                                                                                   | Widzów | Źródło        |
| -------------------- | --------------------------- | --- | ------------------------------- | --------- | ------------------------------------------------------------------------------------------ | ------ | ------------- |
|                      |                             |     |                                 |           |                                                                                            |        |               |
| RUNDA JESIENNA       |                             |     |                                 |           |                                                                                            |        |               |
|                      |                             |     |                                 |           |                                                                                            |        |               |
| 9 sierpnia 2014      | Resovia                     | D   | Stadion przy al. Zygmuntowskich | 1:2       | Majewski 70'                                                                               | 1200   | [ 17 ]        |
| 13 sierpnia 2014     | Chełmianka Chełm            | W   | Chełm                           | 0:2       |                                                                                            |        | [ 18 ]        |
| 16 sierpnia 2014     | Wólczanka Wólka Pełkińska   | D   | Stadion przy al. Zygmuntowskich | 2:1       | Król 45' (k), Poprawa 56' (sam)                                                            | 1000   | [ 19 ]        |
| 24 sierpnia 2014     | Izolator Boguchwała         | W   | Boguchwała                      | 3:0       | Król 9' (k), Gąsiorowski 56', Stachyra 65'                                                 |        | [ 20 ]        |
| 30 sierpnia 2014     | Avia Świdnik                | D   | Stadion przy al. Zygmuntowskich | 1:0       | Karwan 56'                                                                                 | 1900   | [ 21 ]        |
| 6 września 2014      | Stal Kraśnik                | D   | Stadion przy al. Zygmuntowskich | 5:1       | Majewski 6', 15', Świech 60', Czułowski 74', Myśliwiecki 83'                               | 1000   | [ 22 ]        |
| 10 września 2014     | Hetman Żółkiewka            | W   | Żółkiewka                       | 0:0       |                                                                                            |        | [ 23 ]        |
| 13 września 2014     | Podlasie Biała Podlaska     | D   | Stadion przy al. Zygmuntowskich | 3:0       | Stachyra 45', 71', Król 80'                                                                | 1000   | [ 24 ]        |
| 20 września 2014     | Orzeł Przeworsk             | W   | Przeworsk                       | 2:0       | Majewski 6', Wolski 88'                                                                    |        | [ 25 ]        |
| 27 września 2014     | Stal Rzeszów                | D   | Stadion przy al. Zygmuntowskich | 2:2       | Król 31' (k), Stachyra 37'                                                                 | 1200   | [ 26 ]        |
| 5 października 2014  | Orlęta Radzyń Podlaski      | W   | Radzyń Podlaski                 | 1:2       | Piekarski 27'                                                                              |        | [ 27 ]        |
| 11 października 2014 | Wisłoka Dębica              | D   | Stadion przy al. Zygmuntowskich | 4:1       | Myśliwiecki 22', 72', Stachyra 26', Król 70' (k)                                           | 800    | [ 28 ]        |
| 19 października 2014 | Sokół Sieniawa              | W   | Sieniawa                        | 1:0       | Komor 80'                                                                                  |        |               |
| 25 października 2014 | KS Lublinianka              | D   | Arena Lublin                    | 1:1       | Piekarski 84'                                                                              | 6500   | [ 3 ]         |
| 29 października 2014 | Tomasovia Tomaszów Lubelski | W   | Tomaszów Lubelski               | 1:2       | Wolski 32'                                                                                 |        | [ 29 ]        |
| 2 listopada 2014     | Karpaty Krosno              | W   | Krosno                          | 3:1       | Piekarski 10', Stachyra 21', Wolski 47'                                                    | 1200   | [ 30 ]        |
| 8 listopada 2014     | JKS 1909 Jarosław           | D   | Stadion przy al. Zygmuntowskich | 3:2       | Karwan 11', Stachyra 19', Mroczek 33'                                                      | 1000   | [ 4 ]         |
| 15 listopada 2014    | Resovia                     | W   | Rzeszów                         | 0:1       |                                                                                            |        | [ 31 ]        |
| 23 listopada 2014    | Chełmianka Chełm            | D   | Stadion przy al. Zygmuntowskich | 0:0       |                                                                                            | 999    | [ 6 ]         |
|                      |                             |     |                                 |           |                                                                                            |        |               |
| RUNDA WIOSENNA       |                             |     |                                 |           |                                                                                            |        |               |
|                      |                             |     |                                 |           |                                                                                            |        |               |
| 14 marca 2015        | Wólczanka Wólka Pełkińska   | W   | Wólka Pełkińska                 | 2:3       | Myśliwiecki 61', Wolski 75'                                                                |        | [ 32 ]        |
| 21 marca 2015        | Izolator Boguchwała         | D   | Arena Lublin                    | 3:2       | Szymanek 1', Król 29', Paluch 76'                                                          | 2120   | [ 15 ]        |
| 28 marca 2015        | Avia Świdnik                | W   | Świdnik                         | 0:0       |                                                                                            | 1800   | [ 33 ]        |
| 4 kwietnia 2015      | Stal Kraśnik                | W   | Kraśnik                         | 3:0       | Paluch 37', Karwan 71', Myśliwiecki 78'                                                    | 1000   | [ 34 ]        |
| 12 kwietnia 2015     | Hetman Żółkiewka            | D   | Arena Lublin                    | 5:1       | Myśliwiecki 11', 24', Król 31' (k), Ptaszyński 66'                                         | 1719   | [ 35 ]        |
| 15 kwietnia 2015     | Podlasie Biała Podlaska     | W   | Biała Podlaska                  | 2:1       | Karwan 7' Dykyj 27'                                                                        |        | [ 36 ]        |
| 18 kwietnia 2015     | Orzeł Przeworsk             | D   | Arena Lublin                    | 5:0       | Myśliwiecki 41', 73', Dykyj 49', Sokołenko 79', Karwan 82'                                 | 1200   | [ 37 ]        |
| 25 kwietnia 2015     | Stal Rzeszów                | W   | Stadion Stali                   | 1:1       | Sokołenko 79'                                                                              |        | [ 38 ]        |
| 2 maja 2015          | Orlęta Radzyń Podlaski      | D   | Arena Lublin                    | 4:2       | Piekarski 10', Zarzecki 41' (sam), Stachyra 90', Kowalczyk 90'                             | 2450   | [ 39 ]        |
| 9 maja 2015          | Wisłoka Dębica              | W   | Dębica                          | 7:0       | Stachyra 5', Piekarski 10', Myśliwiecki 40', 45', · Ptaszyński 42', Świech 75', Paluch 76' |        | [ 40 ]        |
| 14 maja 2015         | Sokół Sieniawa              | D   | Arena Lublin                    | 2:0       | Stachyra 15', Piekarski 22'                                                                | 1054   | [ 41 ]        |
| 20 maja 2015         | KS Lublinianka              | W   | Arena Lublin                    | 3:0       | Stachyra 19', 90' (k), Król 53' (k)                                                        | 3647   | [ 42 ] [ 43 ] |
| 23 maja 2015         | Karpaty Krosno              | D   | Arena Lublin                    | 2:2       | Stachyra 23', Piekarski 53'                                                                | 3000   | [ 44 ]        |
| 30 maja 2015         | JKS 1909 Jarosław           | W   | Jarosław                        | 2:0       | Myśliwiecki 70', 86'                                                                       |        | [ 45 ]        |
| 6 czerwca 2015       | Tomasovia Tomaszów Lubelski | D   | Arena Lublin                    | 4:3       | Mroczek 63', 75', Paluch 79', Myśliwiecki 82'                                              | 1390   | [ 16 ]        |

## Puchar Polski na szczeblu centralnym
| Data          | Runda        | Przeciwnik     | D/W | Miejsce                         | Wynik M/P | Strzelcy                                                             | Widzów | Źródło |
| ------------- | ------------ | -------------- | --- | ------------------------------- | --------- | -------------------------------------------------------------------- | ------ | ------ |
| 19 lipca 2014 | przedwstępna | Jarota Jarocin | D   | Stadion przy al. Zygmuntowskich | 5:0       | Jabkowski 23', Gąsiorowski 33', Myśliwiecki 40', Komor 48', Król 60' |        | [ 46 ] |
| 26 lipca 2014 | wstępna      | Chrobry Głogów | D   | Stadion przy al. Zygmuntowskich | 0:4       |                                                                      | 1000   | [ 47 ] |

## Kadra
| Numer      | Zawodnik           | Data ur.   | Występy        | Bramki         |                |                | Występy        | Bramki         |                |                | Występy   | Bramki    | Poprzedni klub               |
| Numer      | Zawodnik           | Data ur.   | RUNDA JESIENNA | RUNDA JESIENNA | RUNDA JESIENNA | RUNDA JESIENNA | RUNDA WIOSENNA | RUNDA WIOSENNA | RUNDA WIOSENNA | RUNDA WIOSENNA | SEZON     | SEZON     | Poprzedni klub               |
| Bramkarze  | Bramkarze          | Bramkarze  | Bramkarze      | Bramkarze      | Bramkarze      | Bramkarze      | Bramkarze      | Bramkarze      | Bramkarze      | Bramkarze      | Bramkarze | Bramkarze | Bramkarze                    |
| ---------- | ------------------ | ---------- | -------------- | -------------- | -------------- | -------------- | -------------- | -------------- | -------------- | -------------- | --------- | --------- | ---------------------------- |
| 1          | Paweł Lipiec       | 23.12.1994 | 16             |                | 2              | 1              | 6              |                |                |                | 22        |           | Górnik Zabrze                |
| 12         | Kacper Skrzypek    | 23.12.1994 | 0 (1)          |                |                |                | 1              |                |                |                | 1 (1)     |           | Wisła Sandomierz             |
| 31         | Maciej Zagórski    | 8.03.1996  | 1              |                |                |                | 10             |                |                |                | 11        |           | wychowanek                   |
| Obrońcy    |                    |            |                |                |                |                |                |                |                |                |           |           |                              |
| 2          | Aleksander Komor   | 24.06.1994 | 14 (1)         | 1              | 5              |                | 3              |                |                |                | 17 (1)    | 1         | Ruch Chorzów                 |
| 3          | Marcin Świech      | 15.02.1994 | 12 (1)         | 1              | 2              | 1              | 8 (2)          | 1              | 2              |                | 20 (3)    | 2         | Górnik Łęczna                |
| 4          | Robert Kazubski    | 18.02.1989 | 13 (1)         |                | 6              |                | 6 (1)          |                | 1              |                | 17 (1)    |           | Orlęta Radzyń Podlaski       |
| 5          | Piotr Karwan       | 20.08.1980 | 10             | 2              | 1              |                | 13             | 3              | 1              |                | 23        | 5         | Wisła Płock                  |
| 6          | Wałerij Sokołenko  | 21.06.1982 | —              | —              | —              | —              | 12             | 2              | 1              | 1              | 12        | 2         | Awanhard Koriukiwka          |
| 8          | Damian Falisiewicz | 16.07.1987 | 17             |                | 1              |                | 16             |                | 1              |                | 33        |           | Flota Świnoujście            |
| 13         | Dawid Ptaszyński   | 22.02.1982 | 10 (1)         |                |                |                | 2 (4)          | 2              | 2              |                | 12 (5)    | 2         | Olimpia Grudziądz            |
| 17         | Marcin Michota     | 8.07.1997  | 0 (1)          |                |                |                | 0 (2)          |                |                |                | 0 (3)     |           | wychowanek                   |
| 20         | Iwan Dykyj         | 6.07.1984  | —              | —              | —              | —              | 15             |                | 2              | 3              | 15        | 2         | Ruch Winniki                 |
| 23         | Jakub Kosiarczyk   | 2.06.1995  | 4 (2)          |                | 1              |                | 1 (1)          |                |                |                | 5 (3)     |           | wychowanek                   |
| 23         | Michał Kowalczyk   | 11.04.1997 | —              | —              | —              | —              | 0 (1)          |                |                |                | 0 (1)     |           | wychowanek                   |
| Pomocnicy  |                    |            |                |                |                |                |                |                |                |                |           |           |                              |
| 7          | Piotr Piekarski    | 26.06.1993 | 14 (1)         | 3              | 1              |                | 17             | 4              | 2              |                | 31 (1)    | 7         | Bruk-Bet Termalica Nieciecza |
| 10         | Rafał Król         | 16.01.1989 | 16             | 6              | 5              |                | 15             | 4              | 3              |                | 31        | 9         | AÉ Dóxa Kranoúlas            |
| 16         | Konrad Gąsiorowski | 24.09.1996 | 4 (13)         | 1              | 3              |                | —              | —              | —              | —              | 4 (13)    | 1         | Stal Poniatowa               |
| 17         | Patryk Czułowski   | 22.03.1994 | 2 (9)          | 1              |                |                | 1 (1)          |                |                |                | 3 (10)    | 1         | Lublinianka                  |
| 18         | Kamil Stachyra     | 7.02.1998  | 16 (1)         | 7              |                |                | 15 (1)         | 6              | 1              |                | 31 (2)    | 13        | Stal Rzeszów                 |
| 21         | Szymon Kamiński    | 30.01.1998 | —              | —              | —              | —              | 0 (1)          |                |                |                | 0 (1)     |           | wychowanek                   |
| 23         | Maciej Muszyński   | 13.01.1996 | —              | —              | —              | —              | 1 (5)          |                |                |                | 1 (5)     |           | wychowanek                   |
| 24         | Paweł Jabkowski    | 18.09.1993 | 5 (9)          |                | 4              | 1              | 1 (1)          |                |                |                | 6 (10)    |           | Wisła Puławy                 |
| Napastnicy |                    |            |                |                |                |                |                |                |                |                |           |           |                              |
| 9          | Krystian Mroczek   | 11.03.1994 | 10 (6)         | 1              |                |                | 11 (6)         | 2              |                |                | 21 (12)   | 3         | Victoria Żmudź               |
| 11         | Paweł Myśliwiecki  | 2.03.1990  | 9 (5)          | 4              | 1              |                | 12 (1)         | 10             | 1              |                | 20 (6)    | 14        | Hetman Żółkiewka             |
| 14         | Mateusz Majewski   | 5.07.1992  | 12 (4)         | 4              | 1              |                | 4 (6)          |                | 1              |                | 16 (10)   | 4         | Lublinianka                  |
| 15         | Kamil Wolski       | 16.05.1996 | 3 (8)          | 3              |                |                | 4 (6)          | 1              |                |                | 7 (14)    | 4         | Sygnał Lublin                |
| 17         | Mateusz Kłyk       | 8.11.1989  | —              | —              | —              | —              | 0 (2)          |                |                |                | 0 (2)     |           | Stal Kraśnik                 |
| 19         | Grzegorz Szymanek  | 8.12.1985  | —              | —              | —              | —              | 9 (1)          | 1              |                | 2              | 9 (1)     | 1         | FC Fortuna Mombach 1975      |
| 19         | Krystian Brudz     | 16.05.1996 | 0 (2)          |                |                |                | 0 (1)          |                |                |                | 0 (3)     |           | wychowanek                   |
| 94         | Michał Paluch      | 14.02.1994 | —              | —              | —              | —              | 4 (11)         | 3              | 1              |                | 4 (11)    | 3         | Siarka Tarnobrzeg            |